# The Lure of a Widow
The Lure of a Widow è un cortometraggio muto del 1915 interpretato e diretto da Wally Van.

## Produzione
Il film fu prodotto dalla Vitagraph Company of America.

## Distribuzione
Distribuito dalla General Film Company, il film - un cortometraggio in una bobina - uscì nelle sale cinematografiche statunitensi l'11 ottobre 1915.